# (179593) Penglangxiaoxue
(179593) Penglangxiaoxue est un astéroïde de la ceinture principale.

## Description
(179593) Penglangxiaoxue est un astéroïde de la ceinture principale. Il fut découvert le 1er juin 2002 à l'observatoire Palomar par le programme NEAT. Il présente une orbite caractérisée par un demi-grand axe de 2,23 UA, une excentricité de 0,12 et une inclinaison de 9,4° par rapport à l'écliptique.

## Compléments